# Мария фон Хабсбург
Вижте пояснителната страница за други личности с името Мария.
Мария фон Хабсбург (* 15 септември 1505, Брюксел, Белгия; † 18 октомври 1558, Испания), известна още като Мария Унгарска, Мария Кастилска, Мария Австрийска и Мария Бургундска, е кастилска инфанта, австрийска ерцхерцогиня, кралица на Унгария и Бохемия като съпруга на крал Лайош II, а по-късно и губернатор на Нидерландия от името на брат си император Карл V.

## Произход
Дъщеря е на бургундския херцог Филип Хубави и на кастилската кралица Хуана Лудата. Мария е сестра на императорите на Свещената римска империя Карл V и Фердинанд I.
Тя и нейните братя и сестри принадлежат към могъщо и знатно семейство благодарение на идеята за сватбените пръстени. Кръвта на Бургундите и Хабсбургите се влива в нейните вени. Тя е потомка на католически крале. Нейни видни предци са Шарл Дръзки, Фердинанд II Арагонски, император Максимилиан I и Исабела Католичка.
За разлика от някои по-късни потомци на семейството ендогамията при нея е с много добър коефициент.
Мария е предпоследната от шест братя и сестри:
- Елеонора (* 1498, † 1558), австрийска ерцхерцогиня, кралица на Португалия (1518 – 1521) като съпруга на Мануел I и кралица на Франция (1530 – 1547) като съпруга на Франсоа I
- Карл V (* 1500, † 1558), крал на Испания и Сицилия, император на Свещената Римска империя, съпруг на Изабела Португалска
- Изабела (* 1501, † 1526), кралица на Дания, Норвегия и Швеция като съпруга на крал Кристиан II
- Фердинанд I (* 1503, † 1564), крал на Унгария и Бохемия, германски крал и император на Свещената римска империя, съпруг на Анна Ягелонина
- Катерина (* 1507, † 1578), кралица на Португалия като съпруга на крал Жуау III.

## Живот

### Раждане
Родена в Брюксел на 15 септември 1505 г., между 10 и 11 часа сутринта, Мария е петото дете на Филип I и на кралица Хуана Кастилска. Нейното раждане е много трудно: животът на кралицата е в опасност и отнема един месец за възстановяване. На 20 септември тя е кръстена от Никола льо Рюстър, епископ на Арас, и е кръстена на бабата си Мария Бургундска, починала през 1482 г. Неин кръстник е нейният дядо по бащина линия – императорът на Свещената римска империя Максимилиан І.

### Ранни години
На 17 март 1506 г. император Максимилиан I обещава да я омъжи за първородния син на унгарския крал Уласло II. В същото време двамата монарси решават, че братът на Мария, Фердинанд, ще се ожени за дъщерята на Уласло II – Анна Ягелонина. Три месеца по-късно съпругата на Владислав Ана дьо Фоа ражда син – Лайош Ягело. Кралица Ана умира при раждане и кралските лекари полагат големи усилия, за да запазят малкия Лайош жив.
След смъртта на бащата на Мария през септември 1506 г. душевното здраве на майка ѝ Хуана започва да се влошава. Мария, заедно с брат си Карл, и сестрите си Елеонора и Изабела са предадени на грижите на леля им – ерцхерцогиня Маргарита, докато двамата ѝ други брат и сестра – Фердинанд и Катерина, родена след смъртта на баща им, остават в Кастилия. Мария, Изабела и Елеонора се обучават заедно в двора на леля си в Мехелен. Техният учител по музика е Хенри Бредемерс.
От 1508 до 1512 г. децата живеят в двореца в Брюксел при император Максимилиан I, който иска те да са при него.

### Кралица на Унгария и Бохемия
Мария е призована в двора на дядо си Максимилиан I през 1514 г. На 22 юли 1515 г. Мария и Лайош се женят в катедралата „Свети Стефан“ във Виена. Същевременно сестрата на Лайош, Анна, е сгодена за брата на Мария, който все още не е определен, като император Максимилиан действа като пълномощник. Поради възрастта им е решено, че новосъздадената двойка няма да живее заедно още няколко години. Ана се омъжва за брата на Мария Фердинанд и идва във Виена, където двойките се обучават заедно до 1516 г. Тази година свекървата на Мария умира, правейки Лайош и Мария крал и кралица на Унгария и Бохемия.
Мария се премества в Инсбрук, където е обучавана до 1521 г. Максимилиан I насърчава интереса ѝ към лова, а уроците от детска възраст запазват интереса ѝ към музиката. Тази страст по-късно ще бъде демонстрирана по време на мандата ѝ като губернаторка на Нидерландия.
Преди да навърши година, Мария е обещана за съпруга на първородния и още нероден син на унгарския крал Ласло II и Анна дьо Фоа. Годеникът на Мария, Лайош, се ражда през 1506 г., а през 1516 г. се възкачва на Унгарския и Чешкия престол като Лайош II. Двамата се женят на 13 януари 1522 г. в Буда, Унгария.
Мария е унгарска кралица в продължение на четири години. На 29 август 1526 г. съпругът ѝ е убит в битката при Мохач, докато предвожда войските си срещу османските турци на Сюлейман Великолепни. Тъй като Мария и Лайош II нямат деца, обединената корона на Унгария и Бохемия преминава в ръцете на брата на Мария – Фердинанд, който е женен за сестрата на Лайош Анна Ягелонина.
Въпреки че бракът на Мария и Лайош е политически, той се оказва щастлив, поради което след смъртта на Лайош Мария носи траур до края на живота си. Тя отхвърля всички последвали предложения за брак и винаги носи сърцевидния медальон, който съпругът ѝ е носил по време на битката при Мохач.

### Живот с Лайош II
Мария пътува до Унгария през юни 1521 г. – 2,5 г. след смъртта на император Максимилиан I. Тя е помазана и коронясана за кралица на Унгария от Симон Ердоди, епископ на Загреб, в Секешфехервар на 11 декември 1521 г. Коронацията на кралицата е последвана от пищни празненства. Кралският брак е благословен на 13 януари 1522 г. в Буда. Нейното помазване и коронация като кралица на Бохемия се състоят на 1 юни 1522 г.
Мария и Лайош се влюбват, когато се събират отново в Буда. Отначало кралица Мария няма влияние върху политиката на Унгария и Бохемия поради младостта си. Дворът ѝ е изпълнен с германци и нидерландци, които формират основата за интересите на Хабсбургите. До 1524 г. Мария печели значителна власт и влияние за себе си. През 1525 г. тя поема контрола върху една мощна политическа фракция и неутрализира друга. Австрийският посланик Андреа де Борго е назначен от самата кралица.
По време на мандата си като кралица на Унгария Мария привлича интереса на Мартин Лутер, който ѝ посвещава четири псалма през 1526 г. Въпреки силното неодобрение на брат си Фердинанд учението на Мартин Лутер привлича Мария по време на брака ѝ, а още повече оказва влияние над нейната сестра Изабела и на нейния девер крал Кристиан II Датски. Мария се отказва от учението най-вече поради натиска на Фердинанд. Нейният доверен дворцов проповедник Йохан Хенкел също се смята за отговорен за завръщането на Мария към ортодоксалния католицизъм. Завръщането ѝ е безболезнено, но историкът Хелмут Георг Коунисбергер смята репутацията на Мария за симпатия към Лутеранството за силно преувеличена.
Лайош и Мари япрекарваха свободното си време в езда и лов в откритите места близо до двореца. Те се опитват безуспешно да мобилизират унгарската аристокрация срещу непосредственото османско нашествие. Лайош е наследил короната в страна, чиито благородници се бият помежду си и срещу селяните. Унгария е дълбоко разделена, когато до края на 1525 г. става ясно, че османският султан Сюлейман Великолепни планира да нахлуе.

### Османска инвазия
На 29 август 1526 г. Сюлейман I и неговата армия пробиват южните защити на Унгария. Лайош и цялото му правителство излизат срещу него с малка армия от 20 000 души. Битката при Мохач приключва за по-малко от два часа, като цялата унгарска армия е почти унищожена. Лайош се опитва да избяга от мястото на битката, но се подхлъзва от изплашения си кон и се удавя. Мария скърби за него до края на живота си.
След битката Унгария е разделена на три части: Османската Унгария – част от Османската империя, Кралска Унгария – управлявана от брата на Мария Фердинанд, и Източно Унгарско кралство – управлявано от Янош Заполски. Фердинанд е избран за крал на Бохемия. Мария се заклева да не се омъжва и винаги носи оформения като сърце златен медальон, носен от съпруга ѝ във фаталната битка при Мохач.

### Регентство в Унгария
Ден след смъртта на съпруга си Мария съобщава на брат си Фердинанд I за поражението и го моли да дойде в Унгария. Тя иска войници да я подкрепят до пристигането му. Фердинанд е зает в Бохемия, където вече е избран за крал, и вместо помощ посочва Мария за своя регентка в Унгария.
Мария посвещава следващата година, за да осигури избирането на Фердинанд за крал на Унгария. На 14 февруари 1527 г. тя подава оставката си като регентка. Отказано ѝ е и Мария трябва да остане на този пост до лятото на 1527 г., когато Фердинанд I най-сетне стига до Унгария и до короната за радост на Мария.
Мария скоро изпитва финансови проблеми, придружени от болести и самота. През 1528 г. леля ѝ Маргарита фон Хабсбург ѝ предлага да се омъжи за краля на Шотладния Джеймс V. Мария отхвърля идеята, защото тя казва, че обича съпруга си и не желае друг брак. През 1530 г. брат ѝ Карл V отново ѝ предлага да се ожени – този път за Фридрих Баварски, който преди шест години безуспешно ухажва сестрата ѝ Елеонора. Мария отново отхвърля предложението.
Фердинанд I предлага на Мария поста на регентка отново през 1528 г., но тя отказва, заявявайки, че „решението на въпроса изисква човек по-мъдър и по-възрастен“. Фердинанд продължава да ползва Мария за помощница в управлението си. През 1529 г. ерцхерцогиня Маргарита Австрийска се разболява и умира на 1 декември 1530 г., оставяйки вакантна позицията на управител на Седемнадесетте провинции. Фердинанд я информира за смъртта на леля им, заявявайки, че сега нейните дела могат да поемат различен курс.

### Губернаторка на Нидерландия
Въпреки смъртта на Лайош II Мария не скъсва с политиката. На 1 декември 1530 умира леля ѝ Маргарита Австрийска, която дотогава заема поста губернатор на Седемнадесетте провинции (Нидерландия). Император Карл V решава да назначи Мария на овакантения губернаторски пост. На тази длъжност тя остава до 1555 г. В знак на благодарност за преданата ѝ служба Карл V подарява на Мария замъка Бенш в Южен Брюксел. Мария обновява замъка в стила на Фонтенбло, но той е разрушен през 1554 г. от войските на Анри II. От Бенш оцеляват само две картини на Тициан, поръчани от Мария през 1548 г., които днес се съхраняват в музея Прадо.
На 3 януари 1531 г. по-големият брат на Мария, императорът на Свещената римска империя Карл V, иска тя да поеме регентството на Нидерландия. Той V управлява огромна империя и постоянно се нуждае от надеждни членове от семейството, които да могат да управляват отдалечените му територии от негово име.
По време на Диетата в Аугсбург Мария се съгласява да поеме поста на Маргарита. Карл V изслушва похвалите за сестра си от Фердинанд I за времето на нейното управление в Унгария, когато тя реално му помага да задържи унгарската корона. След четири месеца тя заминава за Нидерландия, за да заеме новата си длъжност и за което се иска да се отдели от реформаторския си двор. На 6 юли 1531 г. Мария се представя в Генералните щати и се установява в двореца Куденберг в Брюксел. Тя се оттегля от този пост след 24 години управление и е заместена от Емануил Филиберт Савойски през 1558 г.
Мария с нежелание приема настояването на Карл V. На 6 октомври 1537 г. в Монзон императорът ѝ пише: „Аз съм само един и не мога да съм навсякъде. Трябва да бъда там, където мога и когато мога, и често е недостатъчно това, къде искам да бъда, защото човек не може да направи повече, отколкото му е възможно да направи сам.“ Мария служи като регентка на Нидерландия толкова добре, че Карл V я принуждава да запази поста си като и дава повече власт, отколкото е имала леля им Маргарита. Предава под нейна власт Държавния съвет (външната и вътрешната политика), Съвета за съдиите и Съвета на финансите, които да ѝ помагат в задачата ѝ. Брат ѝ предоставя всички правомощия за вземане на решения, което означава почти пълна автономия.
За разлика от леля си Мария е дълбоко недоволна от времето на мандата си като губернаторка и никога не се радва на длъжността си. Още през май 1531 г., след като е управлявала само четири месеца, тя разказва на брат си Фердинанд, че се чувства като с въже около шията. Докато Маргарита е смятана за наистина женствена, гъвкава, адаптивна, с чувство на хумор и очарователна, Мария е неотстъпчива и авторитарна. Маргарита постига целите си, използвайки усмивка, шега или думи за похвала, а Мария използва цинични и хапливи коментари. За разлика от леля си тя не може да прощава или да забравя. Тя признава тази липса на „женственост“ като основен свой недостатък.

### Настойничество над племенниците
Кралица Изабела Датска умира през 1526 г. След смъртта ѝ за принцесите се грижи Маргарита Хабсбург. След смъртта на Маргарита Мария има за задача както да се грижи за образованието на своите племенници Маргарита Пармска, Хуан Австрийски, Филип, Доротея, Кристин и др., но и да реализира браковете им. Карл V разчита изцяло на Мария да уреди тези бракове, особено за Доротея, която иска да постави на датския престол. През 1532 г. Франческо II Сфорца, херцог на Милано, предлага брак на 11-годишната Кристина. Карл V се съгласява на брака и позволява дори непосредствената му консумация. Мария категорично се противопоставя на това решение, обяснявайки на Карл, че принцесата е твърде малка и бракът, сключен толкова рано, може да бъде фатален за едно момиче. Освен че отстоява правата на принцесата, Мария е много привързана към Кристина, с която споделя вкуса си към лова. Карл пренебрегва мнението ѝ, но Мария успява да отложи брака. Тя първо казва на миланския пратеник, че нейната племенница е болна, а след това я отвежда в друга част на Нидерландия заради сериозни дела. Кристина най-накрая е омъжена на 28 септември 1532 г., но Мария успява да отложи отпътуването ѝ до 11 март 1533 г. Веднага след заминаването ѝ Мария се разболява и поисква разрешение да подаде оставка като управител, но брат ѝ Карл не ѝ позволява. Година по-късно Доротея също е омъжена. Няколко месеца след заминаването на Доротея, сега овдовялата Кристина се връща в двореца на своята леля след смъртта на Франческо II Сфорца. Кралят на Англия Хенри VIII веднага ѝ предлага брак, а Карл V призовава Мария да преговаря за брака. Мария не подкрепя съюза и се бави. Този път тя се противопоставя още по-категорично и успешно отклонява това предложение. Хенри е отлъчен през 1539 г., след което Карл трябва да прекрати преговорите.
Малко по-късно Мария поръчва портрети на Мария I Тюдор и Филип II Испански, за да запечата реализацията на този съюз. Тя изпраща на Мария I Тюдор портрета на Филип II от Тициан и изпраща художника Антонио Моро да нарисува портрет ѝ за краля на Испания.

### Взаимоотношения с Карл V
Кралица Мария получава от император Карл V замъка си в Бинче. Замъкът е подарък от императора на сестра му, който тя възстановява под ръководството на архитект-скулптора Жак дьо Бруек. По късно замъкът е разрушен от френския крал Анри II.
Императорът уверява Мария, че няма съмнения относно нейната лоялност към Католическата църква. Той е научил, че кралицата не може да бъде тормозена, особено по въпроси, които я засягат лично. И все пак след като напуска Генералните щати през октомври 1531 г., Карл V я предупреждава, че ако има съпруга и дете или брат и сестра, станали последователи на Лутер, ще ги смята за най-големия си враг. Тя се противопоставя на протестантството в Нидерландия, независимо от собствената си религиозна толерантност. Въпреки това винаги се стреми да прилага възможно най-малко законите на брат си относно религията. Тя е обвинена, че на няколко пъти защитава протестанти.

### Сблъсъци с волята на Карл V
При повечето въпроси на управлението Мария трябва да се отнася до Карл V, затова не е много по-добре с Мария от Маргарита. Тя често го критикува, което влияе отрицателно върху иначе хармоничните им отношения.
Мария се тревожи да не загуби управлението през февруари 1534 г. Тя се оплаква, че бюджетът не може да бъде балансиран по време на мир. Карл V я уверява, че прави всичко възможно. Кралицата се оплаква на Карл V през август 1537 г., че Нидерландия се управляват трудно и му казва, че трябва да дойде сам. В действителност тя се справя доста добре с кризата и държи спокойна обществеността. Крал Франсоа I, вторият съпруг на сестра и Елеонора, през октомври пътува на север от Франция, за да се срещне със зълва си. На 23 октомври те подписват договор, касаещ компенсациите за френски благородници, загубили своята земя в Нидерландия по време на Италианските войни.
През 1555 г. Мария пише до Карл V по повод на абдикацията му като суверен на Нидерландия: „Който отговаря за тази страна, трябва да бъде много общителен с всички, за да спечели добрата воля както на благородството, така и на обикновените хора, защото тази страна не се управлява чрез подчинението, което се дължи на монархията, нито чрез олигархическия ред, нито дори чрез самоуправлението. Затова една жена, особено ако е вдовица, не може да направи това, което трябва да се направи.“

### Търсене на мир
През 1534 г. Мария подготвя предложение за отбранителен съюз на всички провинции в нейния съвет. Тя прави предложението на Генералните щати в Мехелен през юли, като се позова на брат си, който иска от провинциите да си оказват помощ един на друг. Писмата ѝ до Карл V започва да приличат на театралните изблици на леля ѝ Маргарита.
Мария се стреми към мир в Нидерландия. Карл V не обръща внимание на проблемите, с които тя се справя като губернаторка, и често пренебрегва предупрежденията ѝ. Един такъв инцидент доведежда до загубата на Карл при град Мец от Франция. Мария е принудена да се осмели да бъде срещу Франция през 1537 г. и да се справи с бунта в Гент между 1538 и 1540 г. Назначаването ѝ като управителка на Нидерландия е подновено на 14 октомври 1540 г., след като въстанието в Гент е потушено.

### Оставка
Кралицата трябва да посредничи между братята си през 1555 г., когато Карл V решава да абдикира като император и да остави управлението на Нидерландия на сина си Филип въпреки претенциите на Фердинанд. Когато научава за решението на Карл V, тя го информира, че също подава оставка. Карл V и Филип я призовават да остане на поста, но тя отказва. Тя мотивира отказа си към Карл, като сочи своята възраст и трудностите, с които се сблъсква, произтичащи от пола ѝ като жена, както и несъгласията си с Карл. Освен това тя не иска да се откаже от племенника си след години на свикване на исканията на Карл. Освен това след годините на привикване с желанията на Карл тя не желае да се приспособява към привичките на своя племенник. Действителната причина за оставката ѝ е нейното несъгласия с племенника ѝ. Тя иска разрешението на Карл V да напусне Нидерландия след оставката ѝ, опасявайки се, че отново ще бъде привлечена в политиката. Накрая Карл V позволява на сестра си да подаде оставка. Тя официално обявява своето решение на 24 септември 1555 г. и напуска място си на 1 октомври. На 25 октомври Филип, който въпреки личното си неуважение към леля си, се опитва да я убеди да остане на поста. След кавга с него Мария се оттегля в Тьорнхаут. Тя остана в Нидерландия още една година.

### Живот в Кастилия
Мария иска да се оттегли в Кастилия и да заживее с неотдавна овдовялата си сестра Елеонора близо до Карл V, който също се оттегля. Тя се страхува да се премести в Кастилия, защото, макар че умствено нестабилната ѝ майка Хуана е била суверена там, Мария никога не е живяла в Кастилия. Страхува се, че смъртта на сестра ѝ ще я остави сама в страна, чиито обичаи не познава. Накрая решава да се премести, като запазва възможността да се върне в Нидерладия, в случай че не може да се приспособи към кастилските обичаи. Карл, Елеонора и Мария отплават от Гент на 15 септември 1556 г.

Въпреки че многократно е уверявала брат си, че няма намерение да се занимава с държавните дела, Мария предлага да стане съветница на племенницата си Хуана, която служи като регентка на Филип II. Хуана не иска да споделя властта си и отказва предложението на леля си. 
Мария малко се наслаждава на оттеглянето си; Елеонора умира в ръцете ѝ през февруари 1558 г. Кралицата страда и отива при брат си Карл да го попита за бъдещето си. Карл ѝ казва, че иска тя да възобнови регентството си в Нидерландия, обещавайки ѝ дом и голям доход, но Мария отказва. Нейният племенник Филип настоява пред нейния съветник да я убеди да се върне. Когато Карл се разболява през август, Мария решава да приеме предложението и отново да стане губернаторка.
През септември Мария е напълно подготвена да замине за Нидерландия и да възстанови поста си, когато е информирана за смъртта на Карл. Ужасена от смъртта на брат си и сестра си, кралицата, която страда от сърдечно-съдово заболяване през по-голямата част от живота си, получава две инфаркта през октомври. И двата са толкова тежки, че лекарите ѝ мислят, че ще умре. Когато Хуана я посещава, Мария все още е твърдо решена да изпълни обещанието, дадено на Карл, и да поеме регентството в Нидерландия, но е слаба и с треска. Тя умира само няколко седмици по-късно в Сигалес на 18 октомври 1558 г. на 53-годишна възраст.
В последната си воля Мария оставя цялата си собственост на Карл. След като Карл умира, синът му Филип наследява собствеността на леля си. Малко преди смъртта си тя моли Филип и Хуана да изпълнят желанието ѝ относно нейния златен медальон, който някога е бил носен от съпруга ѝ, да се разтопи и златото да се дари на бедните.
Кралица Мария е погребана за първи път в манастира „Свети Бенедикт“ във Валядолид. Петнадесет години след смъртта ѝ Филип Испански нарежда останките ѝ да бъдат пренесени в Ескориал.

## Външен вид и характер

### Външен вид и здраве
На 19 години тя е описана с крехко телосложение, с издадена челюст, кестенява коса, кафяви очи, леко изпъкнали като при Хабсбургите. След смъртта на съпруга си решава да се облича предимно в черно, за да подчертава своята скръб и да показва решението си да не се омъжва отново. С възрастта физиката и се променя: лицето ѝ се удължава, брадичката и челото ѝ се увеличават, а очите ѝ хлътват.
Има съмнения, че е страдала от циклотимия (нестабилно настроение, което варира от лека депресия до лека еуфория). Тя дори има дълъг период на депресия от 1532 до 1535 г. Може би сърдечните неразположения са последица от това заболяване, защото това се показва при конфликтите с нейните братя.

### Взаимоотношения с братята
Макар да е авторитарна, тя никога не нарушава правилата, придавайки на собствените си действия формат на заповедите на Карл, до такава степен че е трудно да се знае точно кои решения взема Карл по неин съвет и кои са негови първоначално собствени решения.
Мария поддържа редовна кореспонденция с братята си. Отначало е по-близка с Фердинанд, после се сближава с Карл, когато поема длъжността на губернатор. Братска любов я свързва с брат ѝ Карл: в своята кореспонденция тя го нарича „всичко, което има на този свят“, а той я нарича „изпълнителка на неговите замисли". Карл смята, че тя е „важен втори ключ към всички действия в империята“. В допълнение към близкото си родство те имат общ вкус към музиката, сила на волята, упоритост, издръжливост и твърдост при преодоляване на бедите. Карл я вижда като горда жена с бърз ум, приказлива, буйна и директна.

### Страст към лова
В младостта си Мария прекарва много време с дядо си Максимилиан. Той ѝ предава вкуса си към лова, до такава степен че тя редовно тренира с възрастните. Тази страст, вкусът към ездата, както и силният ѝ характер и спечелват прякора „войнствената богиня на лова“. По време на пътуванията си тя никога не се качва в карета, а язди на кон. Английският посланик ще каже за нея, че е амазонка. Мария предава любовта си към лова и начина си на езда на племенницата си Кристина Датска.
Мария практикува всички видове лов: на елени, диви свине, чапли и ястреби. Тя хвърля много добре копие, служи си с арбалет и ръководи церемонията за отдаване почит на плячката и да възнаграждаване на кучетата. Тя дори участва през 1544 г., след смъртта на своя главен ловец, в състезанието за тази титла и функция, което е безпрецедентно.
Кралицата следва стриктно протокола, който никога не ѝ дава да остава сама: тя винаги е придружена от дами и част от двора. Нейната страст ѝ струва много разходи, защото е необходимо да се поддържа материал, многоброен персонал, който да се грижи за животните, и да се възнаграждават собствениците, които участват в лова. Тя компенсира собствениците, когато техните поля са увредени. Когато някой е контузен, тя поема лечението за своя сметка. Ловува в земите на придворните си и също заплаща на придружаващия персонал и участниците, които я подпомагат.
Ловът също е част от дипломатическите игри: Мария изпраща соколи на краля на Франция Франсоа I, който на свой ред ѝ изпраща птици и хрътки. Крал Хенри VIII ѝ предлага сокол, отгледан от херцога на Прусия. На Мария предлагат подаръци във връзка с нейната страст монсеньор Лайн, който ѝ предлага двете си хрътки, и Ан дьо Монморанси, който ѝ подарява кон. Соколите на кралицата имат международна репутация: тя получава 191 соколи, уловени от херцога на Бранденбург.
Мария Унгарска също показва голям талант за езда. Доказателства за това е, че по време на разходка с Франсоа I, когато той иска да ѝ помогне да премине на левия бряг на реката, Мария пришпорва коня си енергично преминава през канавката вляво от краля.

## Мария и изкуството
Мария Унгарска се интересува и от изкуството: музика, живопис, скулптура, литература и архитектура. Нейният вкус към изкуството я кара да реализира много проекти от свое име или това на семейството си, но тя обича да следи лично напредъка на работата, независимо дали се касае за статуя, градеж на замък или на укрепление.
Тя остава в историята като запален колекционерка на произведения на изкуството. Колекцията ѝ съдържа важни творби на Ранното нидерландско изкуство като „Свалянето от кръста“ на Рогир ван дер Вейден, сега в Музей „Прадо“ в Мадрид, и „Портрет на семейство Арнолфини“ от Ян ван Ейк, сега в Национална галерия (Лондон). След смъртта ѝ по-голямата част от картините от колекцията ѝ преминава в ръцете на испанските ѝ роднини.